# Maubara (Verwaltungsamt)
| \| \| |
|       |

|  |

Maubara (Maubere) ist ein osttimoresisches Verwaltungsamt (portugiesisch Posto Administrativo) in der Gemeinde Liquiçá. Sitz der Verwaltung ist der Ort Maubara im Suco Vaviquinia.

## Geographie

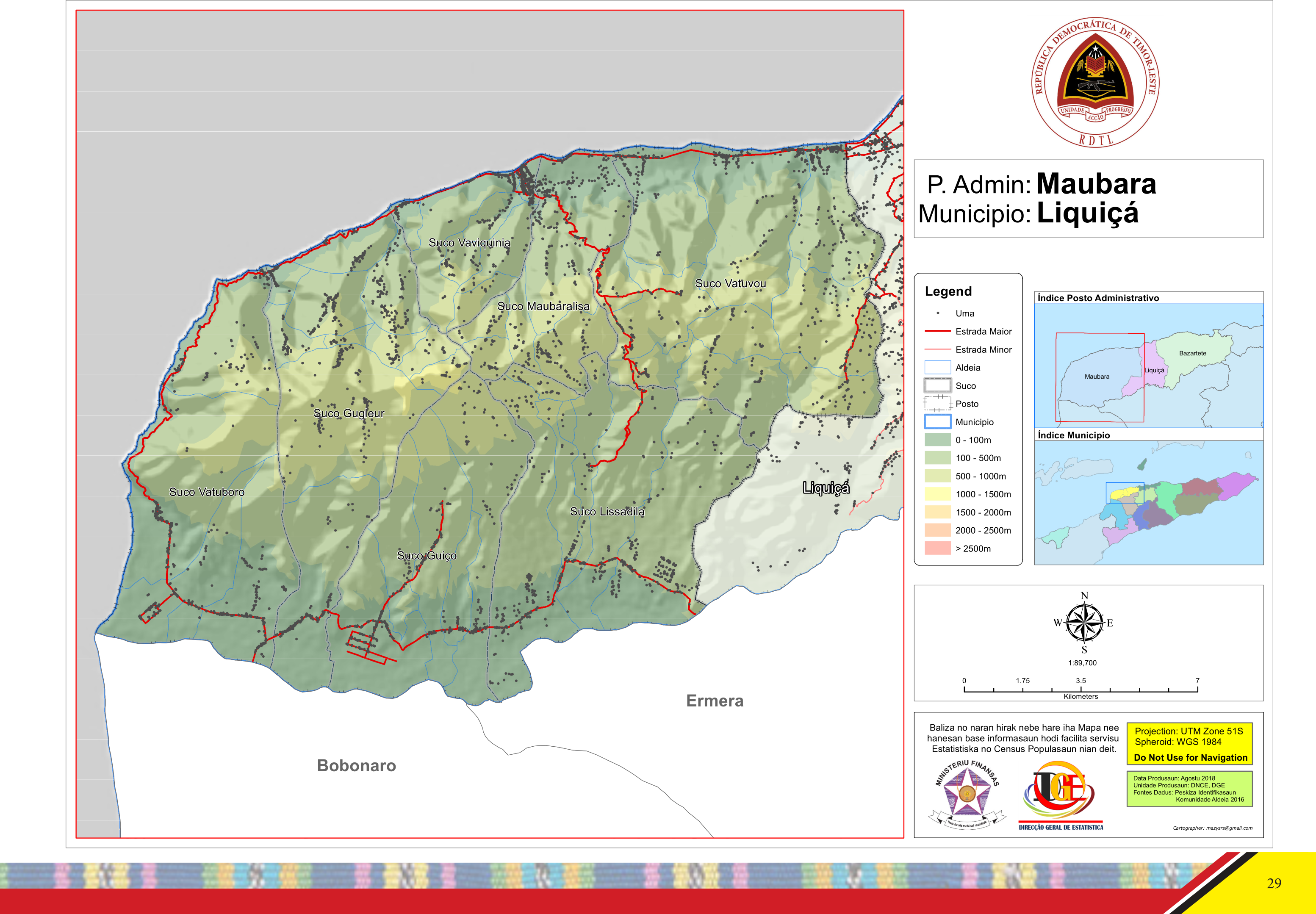
Maubara bis Dezember 2023

Bis 2014 wurden die Verwaltungsämter noch als Subdistrikte bezeichnet.
Das Verwaltungsamt Maubara bildete bis 2024 den Westteil der Gemeinde Liquiçá. Westlich und nördlich liegt die Sawusee, östlich das Verwaltungsamt Liquiçá und südlich, jenseits des Flusses Lóis (Loes), die Verwaltungsämter Atabae (Gemeinde Bobonaro) und Hatulia (Gemeinde Ermera). Flüsse, die in Maubara entspringen und dort in die Sawusee münden sind der Malukai, der Palua, der Bahonu, der Marae mit seinen Quellflüssen Tikidur und Mantaro und der Baulu mit seinem Zufluss Paraho. In den Maubarasee (Lago Maubara, Sia Maubara), dem Lago Tokabalun und den Lago Berau münden mehrere kleine Zuflüsse. Nur der Lóis führt ganzjährig Wasser. Alle anderen Flüsse fallen außerhalb der Regenzeit trocken. Nördlich der Sawusee liegt die indonesische Insel Alor. Beim Hauptort Maubara findet man einige der wenigen Mangrovenwälder Timors. Drei Kilometer östlich vom Dorf Maubara liegt der salzige Maubarasee  der vielen Vögeln einen Lebensraum bietet.
Am 1. Januar 2024 wurde von Maubara Loes als neues Verwaltungsamt abgetrennt. Zu ihm kamen die Sucos Vatuboro, Guiço und Lissadila. Es ist unklar, ob es Änderungen im Grenzverlauf der Sucos gab, da Vatuboro keine Verbindung zu den anderen beiden hat.
Die bei Maubara verbliebenen Sucos hätten ohne Grenzänderung eine Fläche von 131,81 km². Es handelt sich um die vier die Sucos Gugleur (Guguleur), Maubaralissa (Maubaralisa), Vatuvou und Vaviquinia (Viviquinia).

Klimadaten
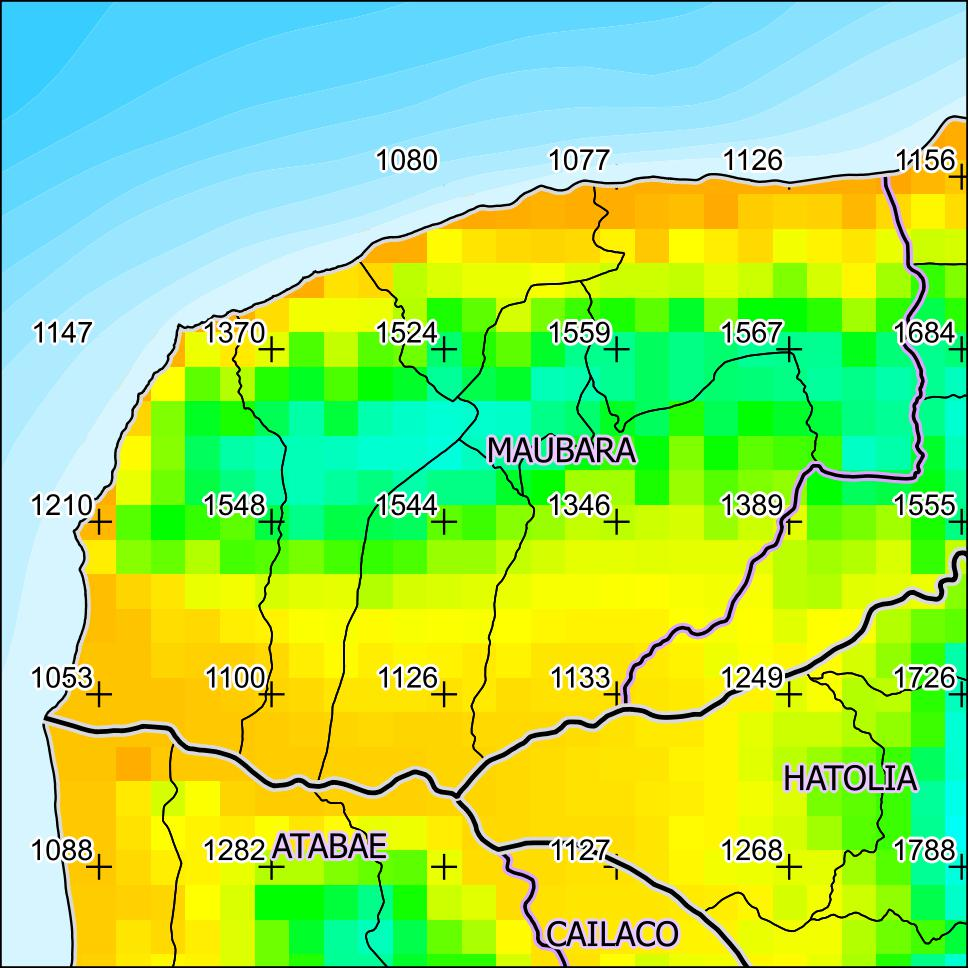
Jährliche Niederschlagsmenge (2000)
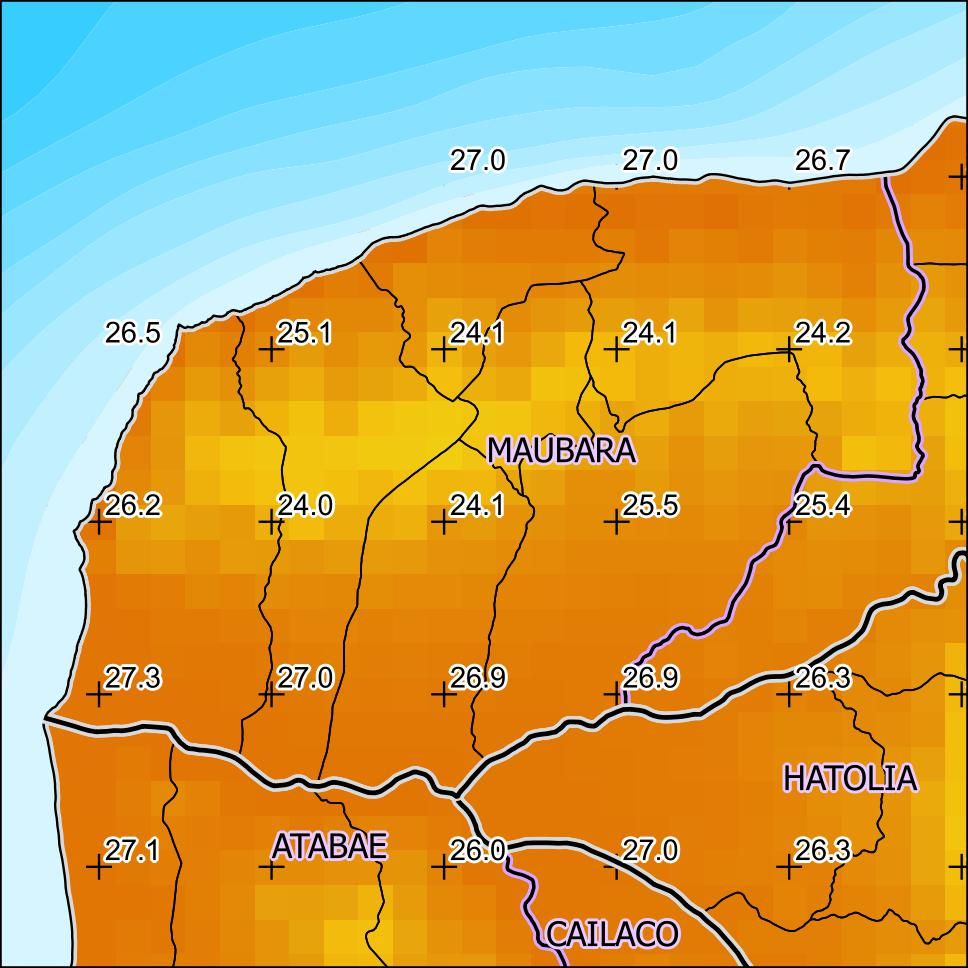
Jahresdurchschnitts-temperatur (2000)

## Einwohner
2022 lebten in den heute zu Maubara gehörenden Sucos 14.780 Menschen (2022). Die größte Sprachgruppe bilden die Sprecher der Nationalsprache Tokodede. Der Altersdurchschnitt liegt bei 19,7 Jahren (2010, 2004: 19,5 Jahre).

Einwohner von Maubaralissa
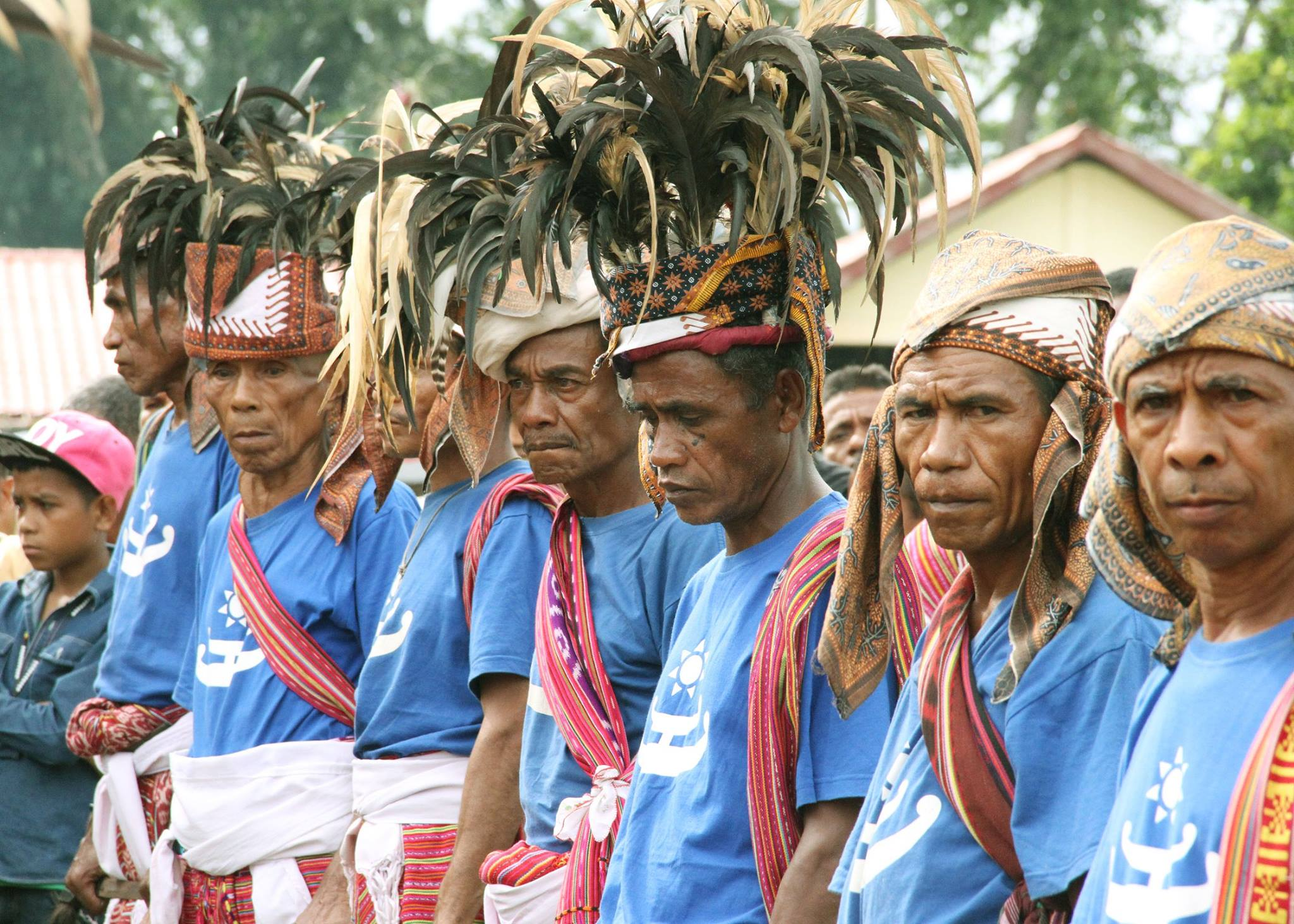
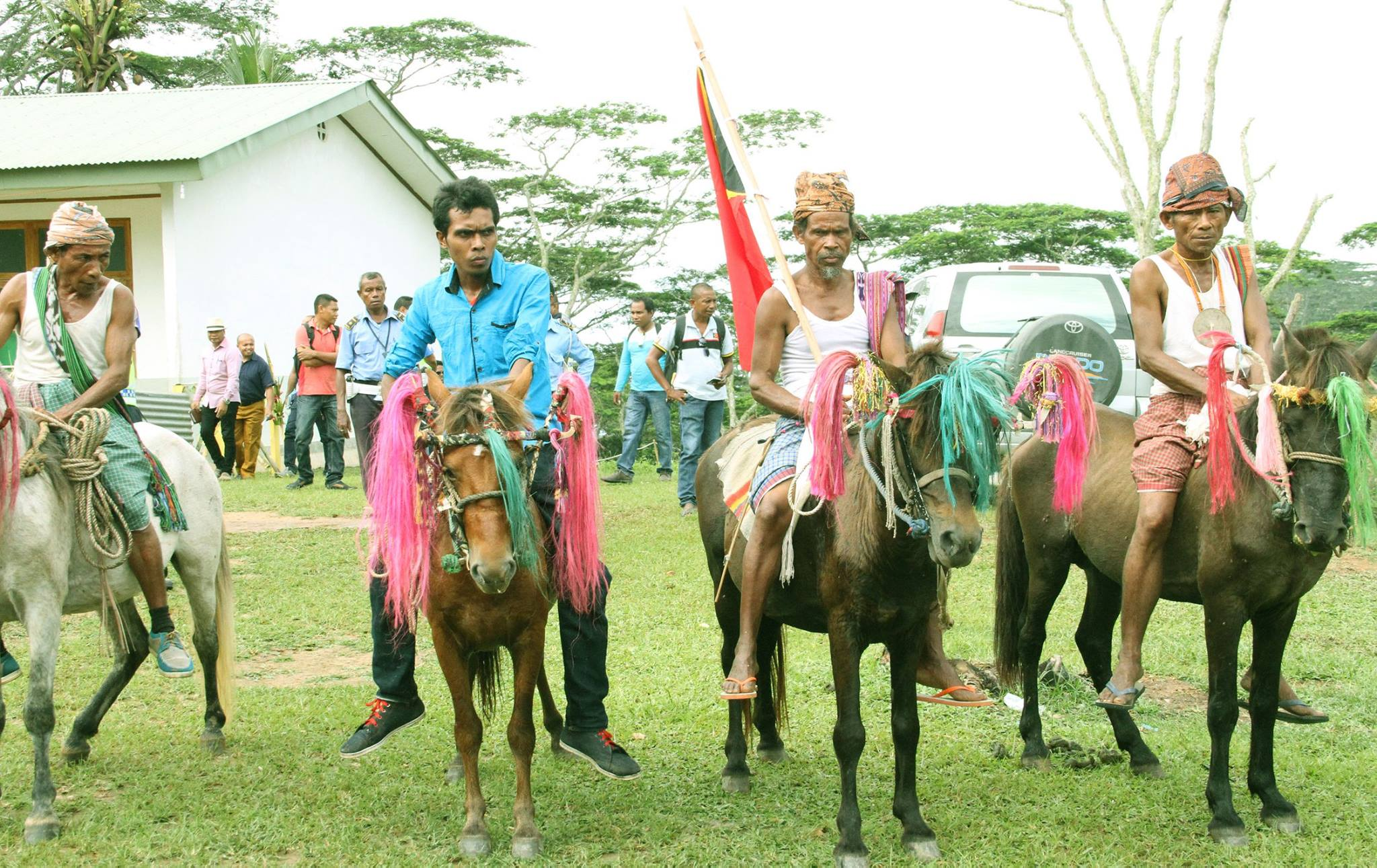

## Geschichte

### Liste der Herrscher Maubaras
- Dom Francisco Xavier (1726)

Francisco Duarte und Dom José Rodrigues Maubile, der Herrscher von Maubara in der Uniform eines Obersts

- Dom José Xavier Doutel (vor 1754–1776)
- Dom Caleto Xavier Doutel I (1776–1794) (Sohn)
- Nyong Mas (1794–?) (Sohn)
- Dom Caleto II. (vor 1832–1859)
- Dom José (1859–nach 1861)
- Dom Carlos (1861–1864)
- Dom Dotte (1872–?)
- Dona Maria Doutel (vor 1877–1893)
- Dom José Calau (Nocolau) (1881–1887)
- Dom José Maubile (1893–nach 1896)
- Dona Maria Isabel (1897–?)
- Dom José de Santos (vor 1910–1927/28)
- Dom José Nunes (vor 1942–1952)
- Gaspar Correia da Silva Nunes (1952–1975) (Sohn)[13][14]

### Kolonialzeit

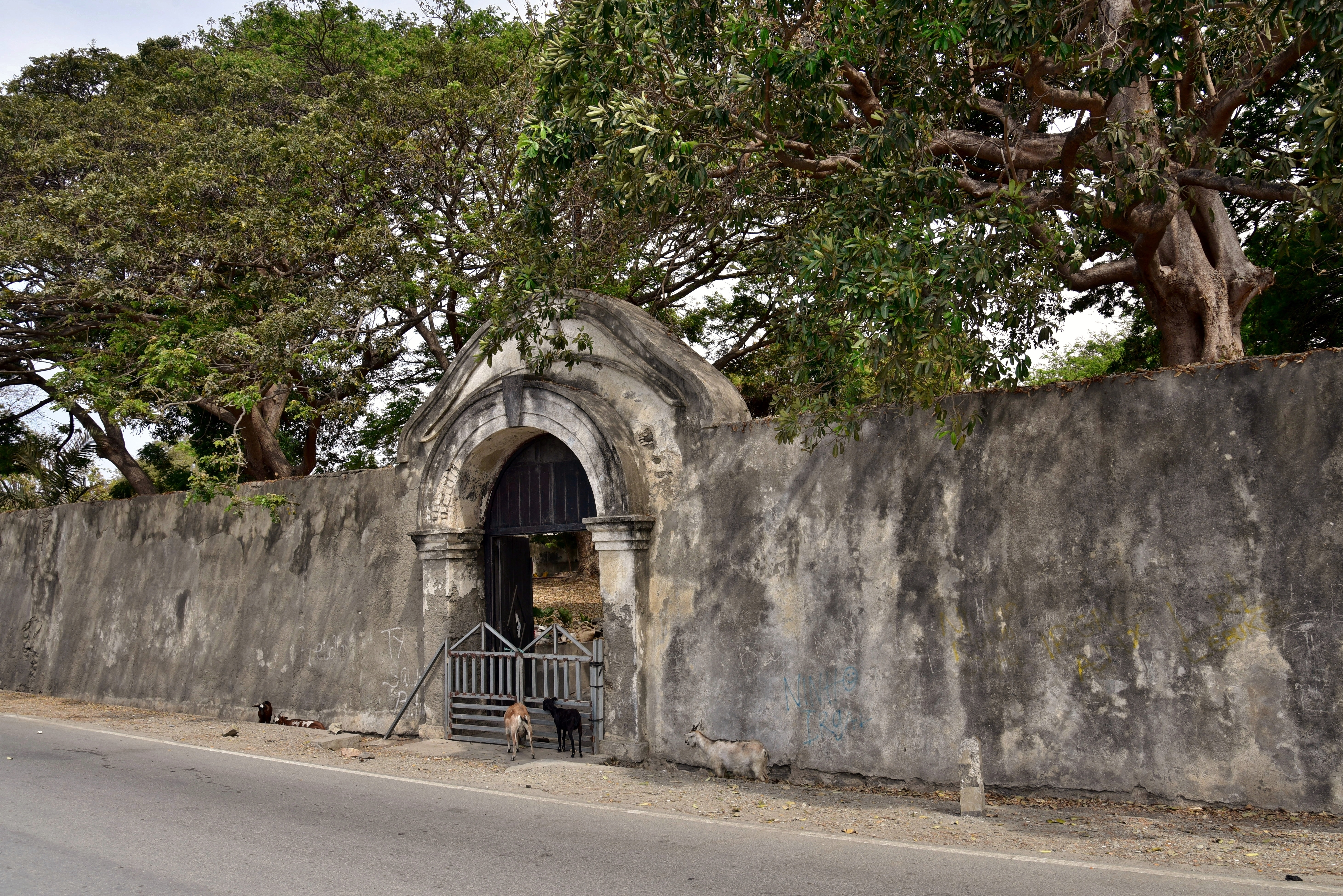
Fort Maubara

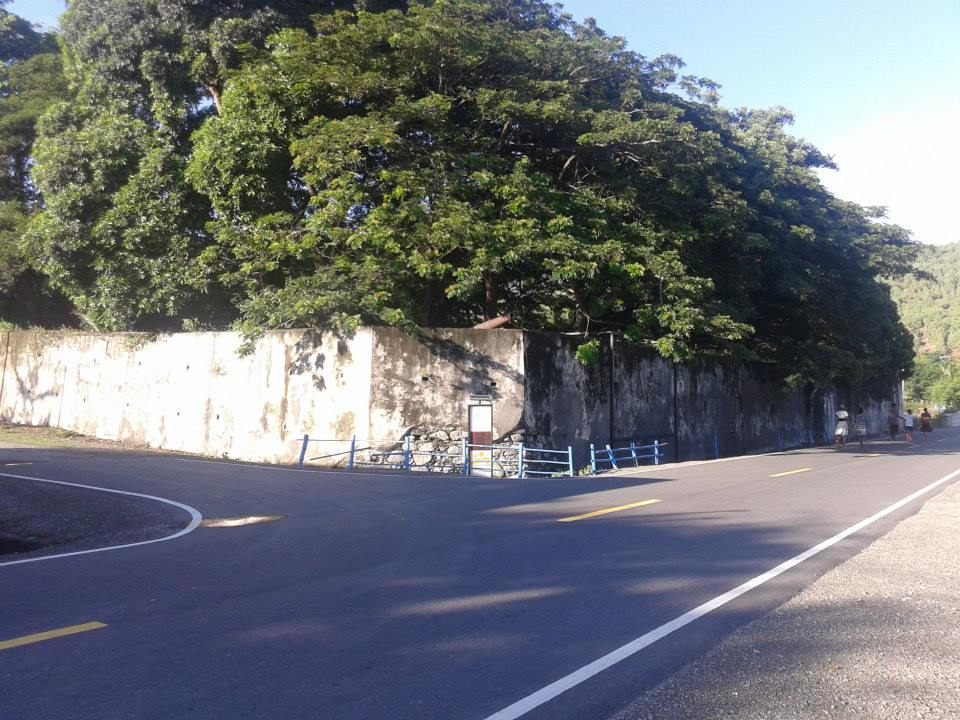
Fort Maubara

Maubara war eines der traditionellen Reiche Timors, die von einem Liurai regiert wurden. Es erscheint auf einer Liste von Afonso de Castro, einem ehemaligen Gouverneur von Portugiesisch-Timor, der im Jahre 1868 47 Reiche aufführte. 1667 kam das Gebiet des heutigen Verwaltungsamts unter den Einfluss der Niederlande, die hier 1756 ein Fort bauten. Es liegt direkt am Ortseingang von Maubara, von wo man am Strand die gesamte Bucht überblicken kann. Noch heute gibt es alte Kanonen in der gut erhaltenen Festung. In dieser Zeit pflanzten die Niederländer in Maubara erstmals auf Timor Kaffee an. Maubara wurde, neben seinen Nachbarn Cotubaba und Cowa zu einem erfolgreichen Kaffeeproduzenten. Der Kaffee wurde über Atapupu exportiert, einen Hafen weiter westlich im niederländischen Teil Timors. Der Handelsweg blieb auch bestehen, als Maubara später portugiesisch wurde.
1790 griff der Topasse-Herrscher Pedro da Hornay im Auftrag Portugals erfolglos Maubara an, womit er nur erreichte, dass Maubara sein Bündnis mit den Niederlanden erneuerte und die Flagge der Niederlande setzte. 1796 bis 1799 befanden sich Maubara und Groß-Sonba’i im Krieg mit den Portugiesen.
Im Vertrag von Lissabon vereinbarten die Niederländer 1859 im Rahmen eines größeren Gebietsaustauschs Maubara an die Portugiesen abzutreten. Die Übergabe erfolgte im April 1861. Es wird spekuliert, dass Dom Carlos, der Liurai von Maubara, das Reich von Ulmera 1861 zu einer Rebellion gegen die Portugiesen angestachelt hat. Er hatte sich trotz gutem Zuredens der Niederländer nicht mit den neuen Herren abgefunden. Die Rebellion von Ulmera wurde schließlich im September mit der Hilfe von den Portugiesen loyalen Liurais niedergeschlagen.
Im Frühjahr 1867 erhoben sich die unter der Oberhoheit von Maubara stehenden Kemak aus Leimea (heute Gemeinde Ermera). Gouverneur Francisco Teixeira da Silva schlug den Widerstand in einem ungleichen Kampf nieder. In der 48 Stunden dauernden entscheidenden Schlacht mussten sich die Rebellen gegen eine an Feuerkraft überlegene Übermacht wehren. 15 Dörfer wurden eingenommen und niedergebrannt. Die Anzahl der Opfer unter den Timoresen ist nicht bekannt, die Portugiesen bezifferten ihre eigenen Verluste mit zwei Toten und acht Verwundeten. Das Territorium Leimeas wurde auf die benachbarten Reiche aufgeteilt.
1893 revoltierte Maubara schließlich selbst, zusammen mit Atabae, gegen die Ausweitung der militärischen und administrativen Kontrolle Portugals. Neueren Forschungen nach soll der portugiesische Offizier Francisco Duarte Maubara zur Rebellion angestiftet haben, wofür er zunächst seine Position verlor. Außerdem seien Beschwerden aus Maubara gegen einen lokalen portugiesischen Offizier wegen Korruption und Amtsmissbrauch vom Gouverneur ignoriert worden. Die Timoresen hätten sich dann an die Niederländer in Atapupu gewendet, doch wurde das Hilfsgesuch abgelehnt, so dass Maubara schließlich gegen die Portugiesen rebellierte. Der Herrscherin Dona Maria Doutel drohte die Verbannung in das Exil in Mosambik. Es ist nicht klar, ob aus der Drohung ernst wurde.One might also add the aged widow of the much-celebrated Dom Boaventura, who
suffered defeat and death in the rebellion of 1912.
Der Liurai griff zwei portugiesische Militärposten in Dato und Vatuboro an und versuchte die Niederländer wieder als Schutzmacht zu gewinnen. Infolge der Niederschlagung des Aufstands brach in Maubara die Cholera aus. Im November unterzeichnete der Liurai offiziell einen schriftlichen Vertrag mit Portugal über den Vasallenstatus Maubaras.
Während des Zweiten Weltkriegs wurde Portugiesisch-Timor von den Japanern besetzt. In Liquiçá und Maubara wurde ab Ende Oktober 1942 die gesamte verbliebene portugiesischstämmige Bevölkerung in Lagern interniert. Die Bedingungen in dem Camp waren schlecht, Nahrungsmittel knapp und die Hygienebedingungen aufgrund von Wassermangel unzureichend. Viele Portugiesen starben deswegen. Zwar gab es einen portugiesischen Arzt, dem später zwei japanische Ärzte zugeteilt wurden, aber es fehlte an Medikamenten. Im ersten Jahr bewachten japanische Soldaten das Lager, später japanische Kempeitai, zusammen mit timoresischen Wachen und Spionen.
Während des Bürgerkrieges zwischen UDT und FRETILIN 1975 floh die Bevölkerung Vaviquinias aus Angst vor Gewalt in das indonesische Westtimor.

### Besatzungszeit und im unabhängigen Osttimor
Kurz darauf begann Indonesien Osttimor zu besetzen, das sich gerade für unabhängig erklärt hatte. Im Juni 1976 griffen indonesische Truppen Maubara an. Auch hier kam es zu Massakern an der Zivilbevölkerung. In Maubara gründete die FALINTIL die base de apoio Malehui, eine Widerstandsbasis, die Zuflucht für Flüchtlinge aus Maubara, Leimea-Craic, Railaco, Atsabe, Ainaro und Zumalai bot. Später wurde die Basis von den Indonesiern zerstört. Ende 1979 gab es im Ort Maubara und Lebumeta (Suco Vaviquinia) sogenannte Transit Camps, in denen die Besatzer osttimoresische Zivilisten internierten.
1999 versuchten pro-indonesische Milizen (Wanra) die Stimmung vor dem Unabhängigkeitsreferendum am 30. August mit Gewalt zu beeinflussen. Aus dem Dorf Maubara stammt eine der gefürchtetsten Wanra Osttimors, die Besi Merah Putih (BMP), die vor allem in diesem Subdistrikt zwangsrekrutierte und hier auch ihr Hauptquartier hatte. Bereits ab Januar 1999 war die BMP aktiv. Sie beging vor dem Referendum und nach der Bekanntgabe der Entscheidung für die Unabhängigkeit Hunderte von Verbrechen. Viele Menschen flohen aus Angst vor den Zwangsrekrutierungen und der Gewalt. Am 19. Januar griff die BMP den Ort Maubara an, worauf viele Einwohner nach Leotala flohen. Am 15. Februar wurde Vatuvou überfallen. Lissadila und Maubaralissa wurden zu Geisterstädten. Ihre Einwohner flohen nach Sare (Distrikt Ermera). Allein dort versammelten sich bis zu 6.000 Flüchtlinge und blieben bis zum Eintreffen der INTERFET im September 1999. Fast 2.700 Flüchtlinge aus Vatuvou und Maubara versammelten sich im März in Gariana (Vatuvou), 375 bei den Karmeliternonnen in Lissadila.
Am 6. Januar 2007 wurden drei Frauen in Maubaralissa beschuldigt Hexen zu sein. Die Frauen im Alter von 25, 50 und 70 Jahren wurden ermordet und ihr Haus angezündet. Drei Verdächtige wurden von der UN-Polizei verhaftet. Es war der erste Fall dieser Art im mehrheitlich katholischen Osttimor.

## Politik

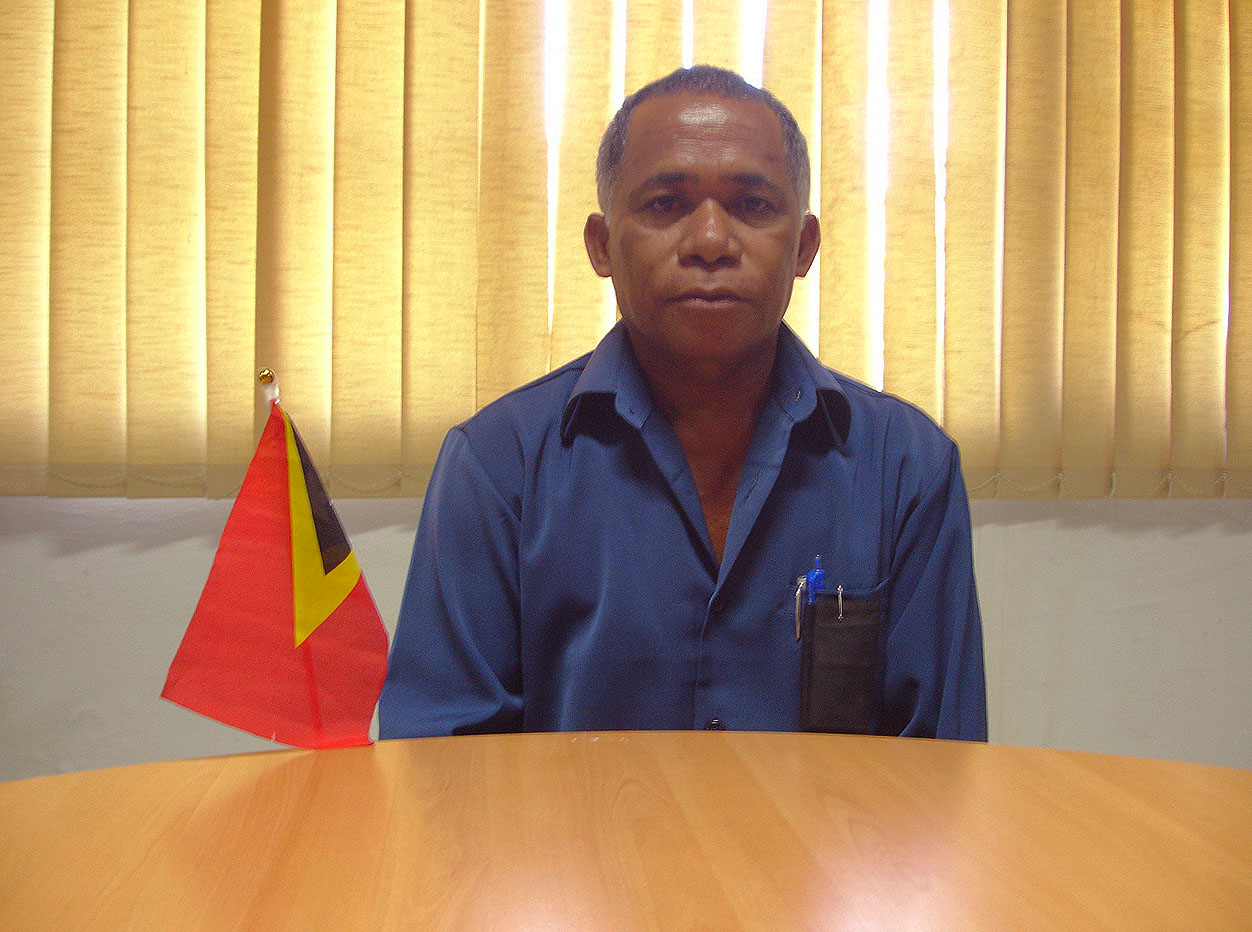
Administrator Laurindo dos R. da Silva (2013)

Der Administrator des Verwaltungsamts wird von der Zentralregierung in Dili ernannt. Von 1976 bis 1984 war Leoneto Martins Administrator (Camat) der indonesischen Besatzungsmacht. Der letzte von Indonesien eingesetzte Camat war 1999 José Afat.
Im unabhängigen Osttimor hatte 2015 Laurindo dos R. da Silva das Amt inne und 2016 Domingos Alves Correia.

## Wirtschaft

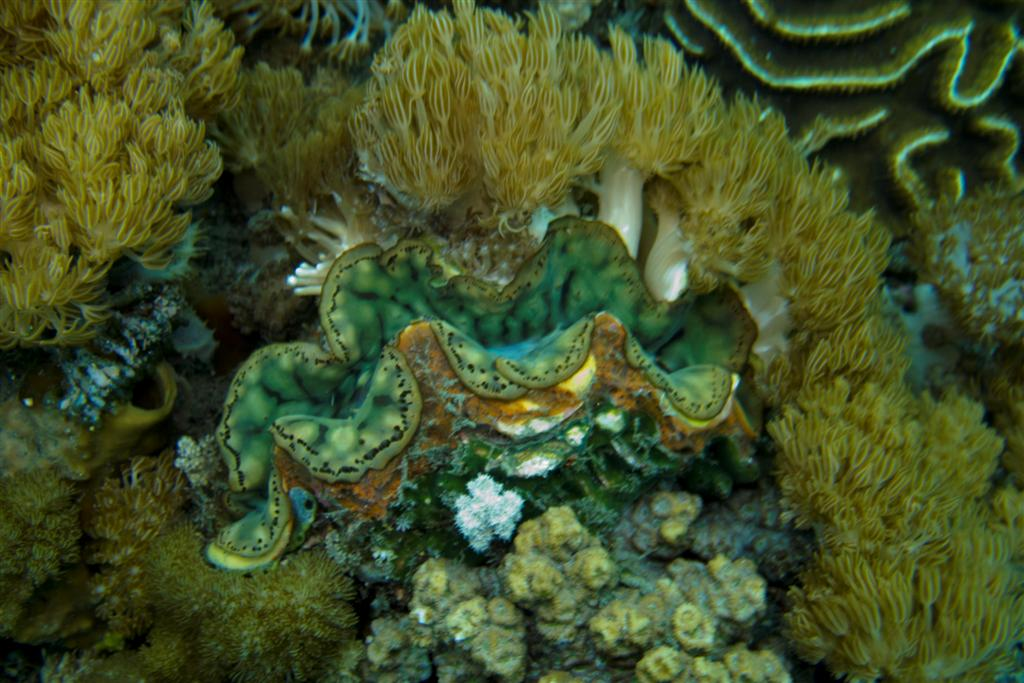
Riesenmuschel im Tauchgebiet von Maubara

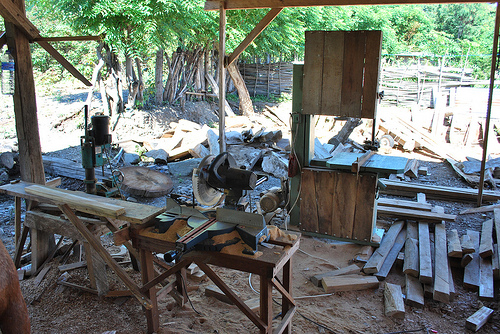
Schreinerei in Maubara

66 % der Haushalte in Maubara bauen Kokosnüsse an, 69 % Mais, 62 % Maniok, 38 % Gemüse, 53 % Kaffee und 7 % Reis. Letzterer wird vor allem am Fluss Lóis angebaut. Bei Tauchern ist Maubara als attraktives Tauchziel bekannt.

Silberschmied in Maubara
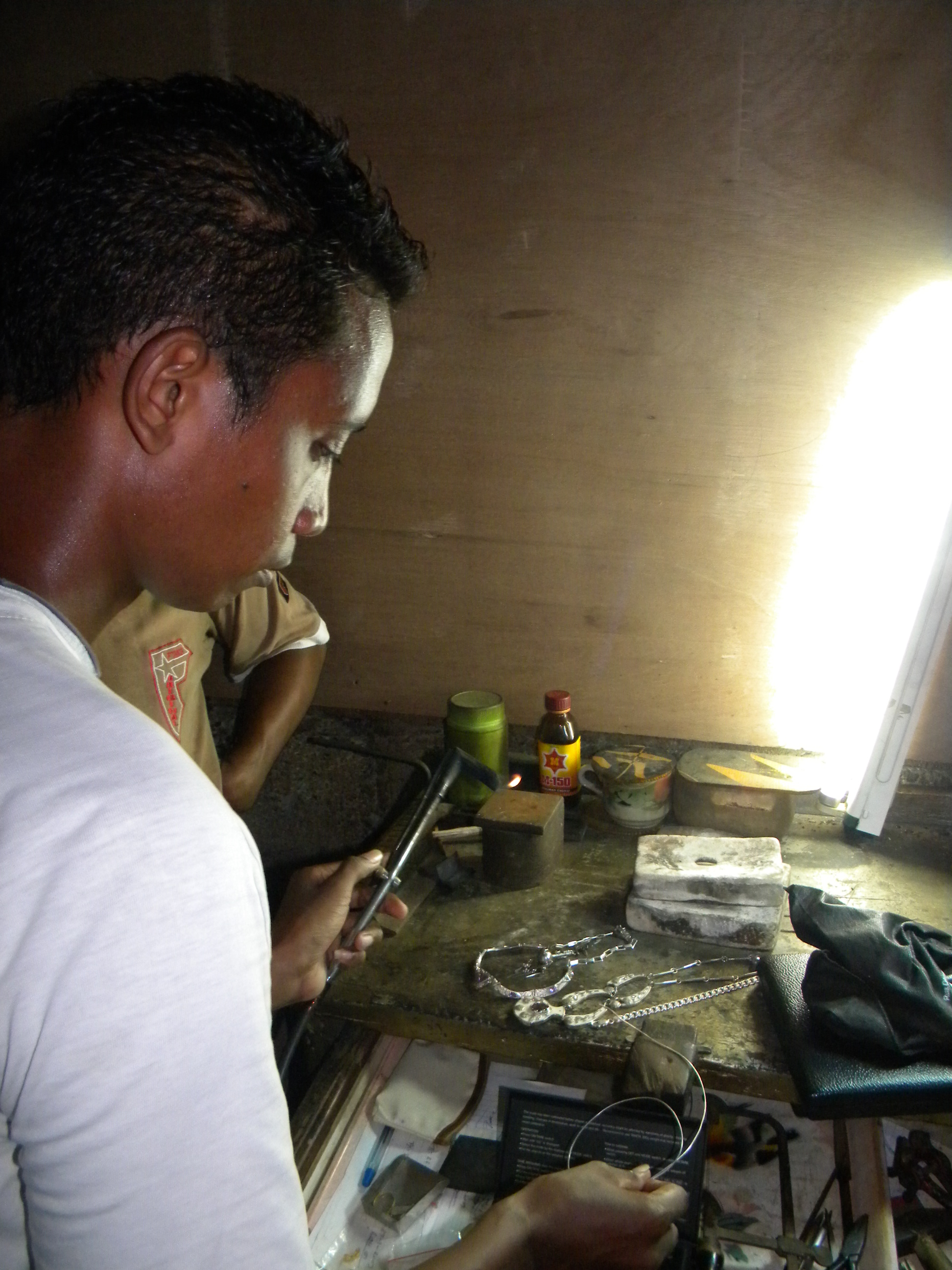
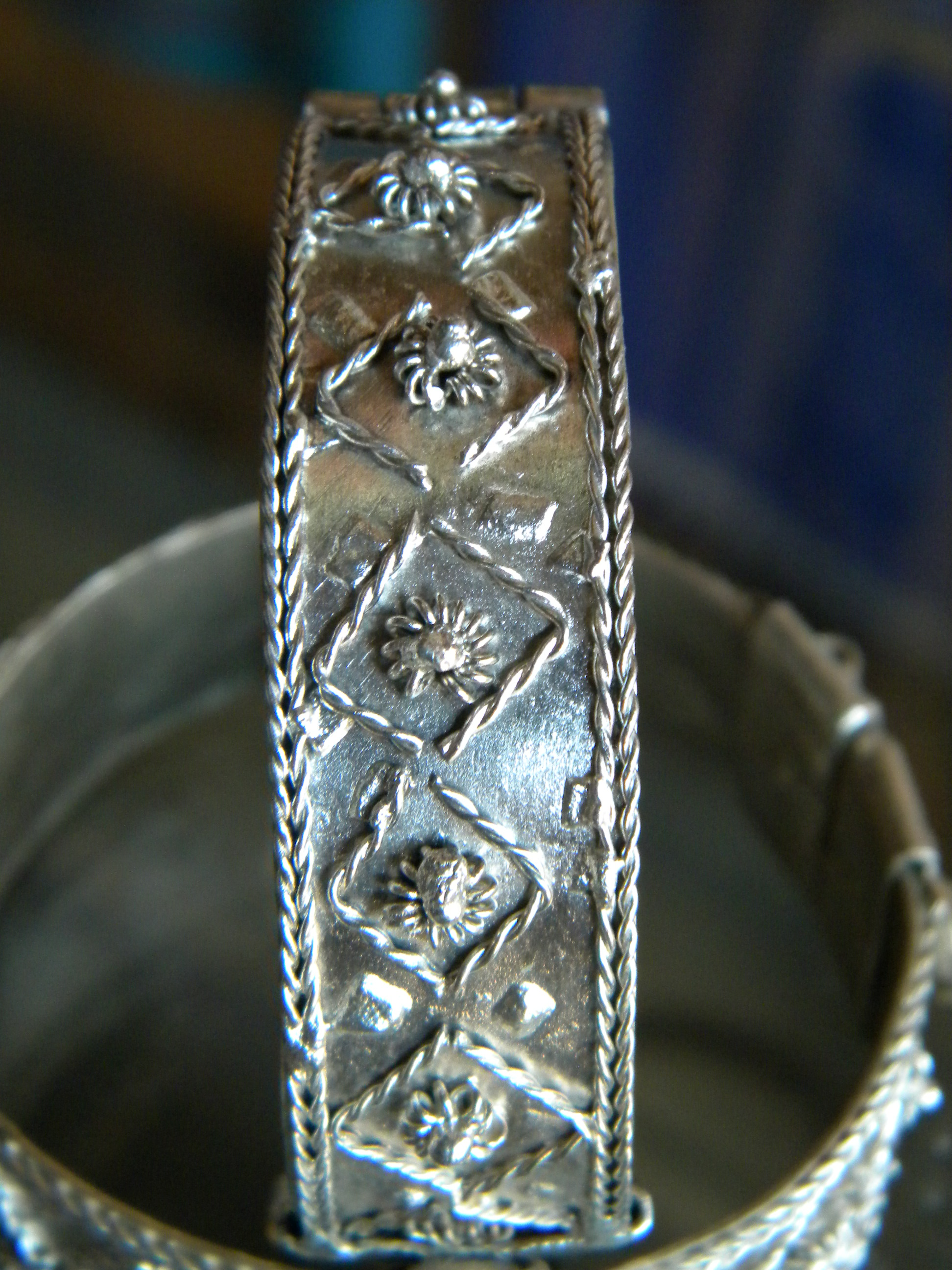
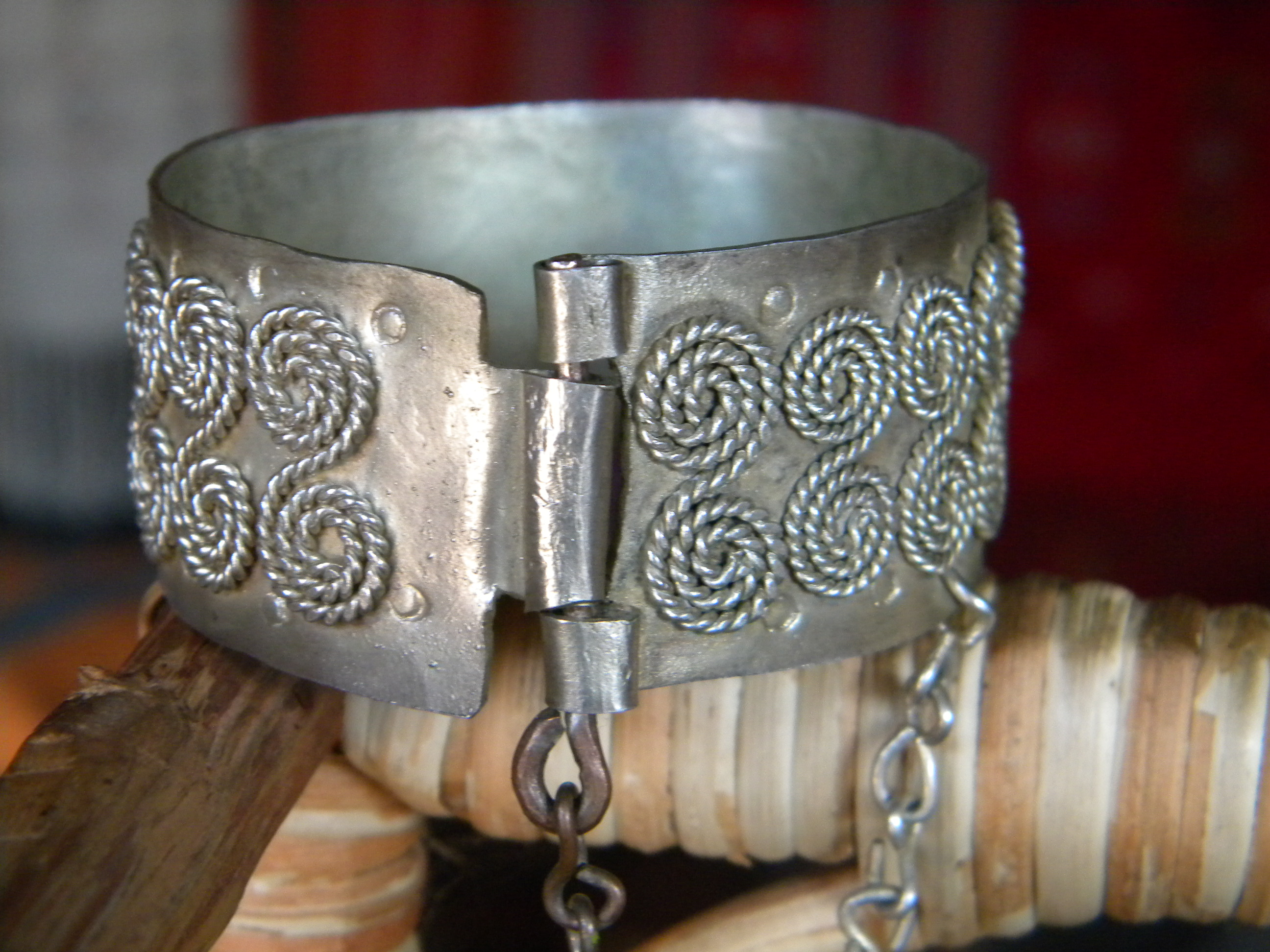

## Persönlichkeiten
- Faustino da Costa (* 1974), Polizist
- Félix da Costa (* 1960), Politiker
- Leoneto Martins, Bupati von Liquiçá (1995–1999)